# كيث براون (لاعب كرة قدم)
كيث براون (بالإنجليزية: Keith Brown)‏ (24 ديسمبر 1979 بإدنبرة في المملكة المتحدة - ) هو مدرب كرة قدم ولاعب كرة قدم بريطاني في مركزي قلب الدفاع والدفاع. لعب مع أكسفورد يونايتد وبلاكبيرن روفرز ونادي بارنسلي ونادي فالكيرك وبيرويك راينجرز وويتهيل ولفير ‏.

## وصلات خارجية
- كيث براون على موقع Soccerbase.com (لاعب) (الإنجليزية)